# Der Schrei der Seide
Der Schrei der Seide ist ein Liebesdrama von Yvon Marciano aus dem Jahr 1996. Es entstand in französisch-schweizerisch-belgischer Koproduktion.

## Handlung
Psychiater Gabriel de Villemer ist gerade erst Chefarzt der Gefängnispsychiatrie im Keller der Conciergerie in Paris geworden, als die 27-jährige Marie Benjamin sein Interesse weckt. Sie ist seit wenigen Wochen im Gefängnis, hat jedoch zahlreiche Vorstrafen. Immer ging es dabei um Diebstahl von Seidenstoffen, zuletzt in einem Kaufhaus, wo sie Stoff zerschnitt und man sie später ohnmächtig mit der Stoffbahn zwischen den Schenkeln auffand. Marie ist verheiratet, kinderlos und kann weder lesen noch schreiben. Sie arbeitet als Näherin, doch erregt sie Seidenstoff nur, wenn sie ihn stiehlt. Der Widerstand der Seide ist für sie wichtig, das Zerknüllen von Seide lasse den Stoff schreien. Gabriel ist von Marie fasziniert, da auch er ein besonderes Interesse an Stoffen hat, vor allem an der Art, wie Stoff fällt und Falten schlägt. Marie jedoch fühlt sich im Patientengespräch mit ihm unsicher und verübelt es ihm, als er ihr ein blaues Seidentuch zeigt, um ihre Reaktion zu sehen. Gabriel nutzt Maries Fall für seine wissenschaftliche Arbeit: Seine Haushälterin Cécile wird für ihn eine stille Mitwisserin und untergebene Mitarbeiterin, die Rechercheaufträge für eine Abhandlung ausführt, die wesentlich auf Maries Fetischismus beruht. 
Der Erste Weltkrieg unterbricht Gabriels Arbeit am Buch und er wird eingezogen. Er geht als Soldat nach Marokko, wo er verwundet wird. Genesen widmet er sich der Kleidung der arabischen Frauen, den üppigen Stoffbahnen und der Tradition des Verschleierns. Er fotografiert unzählige Frauen der Gegend und entwickelt eine quasi-erotische Beziehung zur jungen Aicha. Er vollendet sein Buch über den Stofffetischismus bei Frauen und sendet das Manuskript an Cécile, die es in den Druck gibt. Bei seiner Rückkehr nach Paris im Jahr 1918 liegt die Abhandlung unter dem Namen Der Schrei der Seide in den Buchhandlungen.
Marie ist im Jahr 1918 aus dem Gefängnis entlassen worden. Sie hat Lesen und Schreiben gelernt und kauft Gabriels Buch, wobei sie sich in der Beschreibung der Hauptperson wiedererkennt. Sie schreibt Gabriel einen Brief und trifft sich kurz darauf mit ihm. Sie sind sich einig, dass sie keine normale Beziehung suchen, sondern eine Verbindung für sie nur durch eine gemeinsame Leidenschaft infrage kommt. Marie sucht ihn bald darauf in der Kunsthochschule auf, wo er sehr gefragte Vorlesungen über die Kleidung der Antike hält. Gabriel lädt Marie in seine Villa ein, wo er ein großes Zimmer mit Stoffproben eingerichtet hat. Er geht mit ihr auf einen Stoffmarkt, wo sie einen Rückfall erleidet und ohnmächtig mit Seidenstoff zwischen den Schenkeln aufgefunden wird. Sie wird nicht verhaftet und verbringt die nächsten Tage bei Gabriel. Marie bringt ihm das Nähen bei und schließlich kommen sich beide näher. Das Liebesspiel endet am Boden, umgeben von Seidenstoffen. Gabriel wartet am nächsten Abend auf sie, doch erfährt er in der Stadt, dass Marie erneut wegen Diebstahls festgenommen wurde. Sie weigert sich, ihn zu sehen, und so schickt er ihr ein Schreibset und beiden schreiben sich in der Folge rege Briefe. Diese werden regelmäßig von einer Nonne aus dem Gefängnis geschmuggelt und von Cécile zu Gabriel gebracht.
Bereits kurz nach dem Krieg hatte Gabriel Probleme mit dem Augenlicht bekommen und erblindet in der Folge aufgrund des Grauen Stars zunehmend. Er zieht sich zurück und unterrichtet nicht mehr. Cécile ermutigt ihn, an seinem neuen Buchprojekt, einem Ergänzungsband zu seinem Buch über Stofffetischismus, zu arbeiten und ihr die neuen Seiten zu diktieren, weigert sich jedoch, ihm weiterhin Maries Briefe zu bringen, da sie ihm emotional zu sehr schaden. Als Gabriel kaum noch sehen kann, entscheidet er sich zu einer Operation beider Augen in einer Klinik im Rom. Kurz vor der Abreise trifft er sich noch einmal mit Marie und beide schmieden Zukunftspläne, da sie in Kürze aus dem Gefängnis entlassen werden wird. Die Operation wird durchgeführt und misslingt. Gabriel verliert sein Augenlicht und damit seinen Lebensmut. Er vollendet das Buch, erschießt sich jedoch, als Cécile gerade in der Druckerei ist und die Druckfahnen korrigiert. Gabriels Mutter setzt durch, dass sein Nachlass, vor allem die umfangreiche Fotosammlung, vernichtet wird, weil sie befürchtet, das seriöse Andenken des Sohnes würde beschmutzt werden. Einige seiner Schriften lässt sie versteigern. Bei der Versteigerung treffen Cécile und Marie aufeinander. Cécile lässt Marie ihre Briefe übergeben, die sie einst an Gabriel geschrieben hat. Als Marie ihr nachläuft, verliert Cécile ihren blauen Seidenschal, den Gabriel einst für Marie besorgt hatte. Beide Frauen greifen danach und blicken sich an.

## Produktion

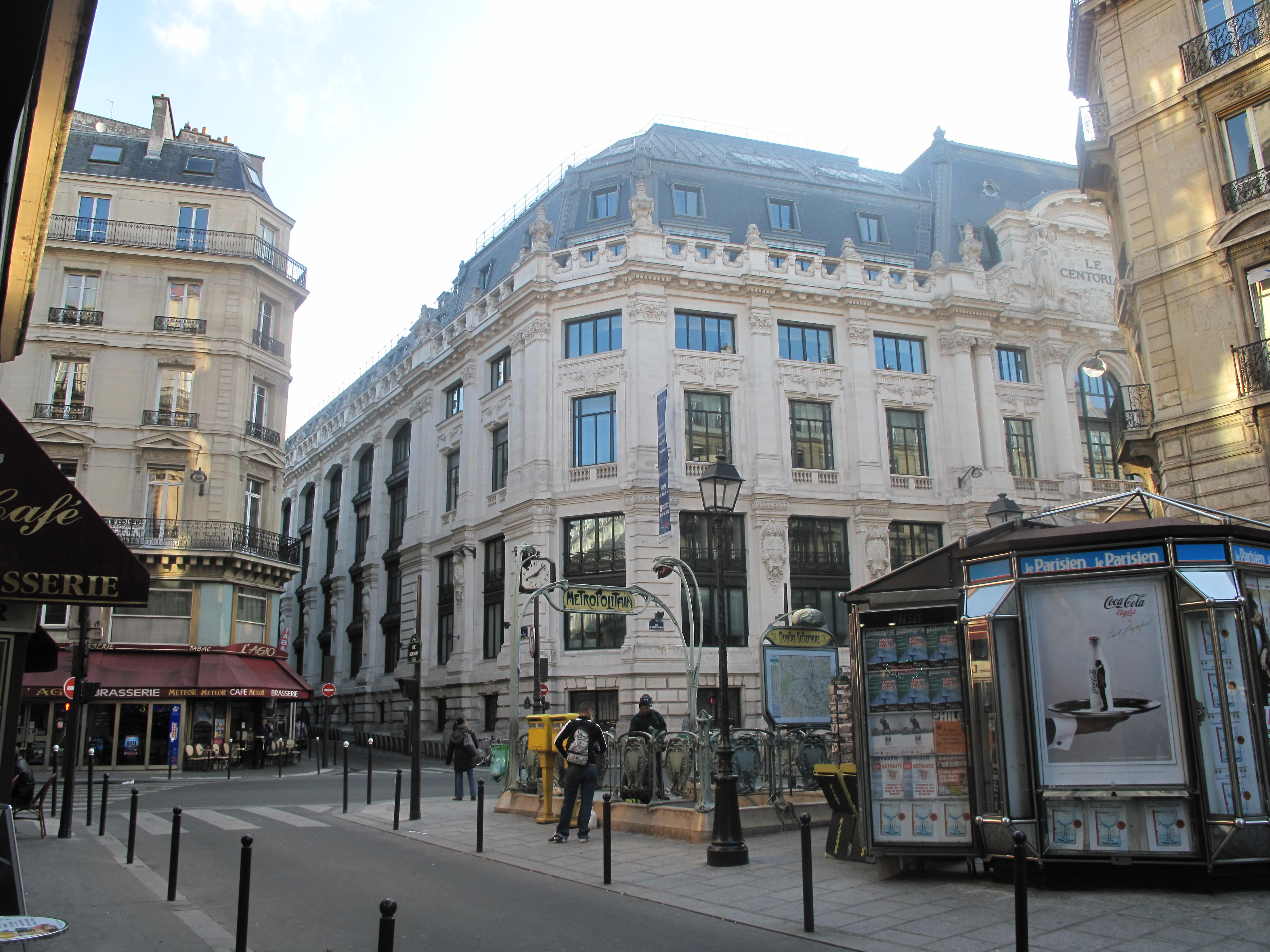
Hôtel des Italiens, ein Drehort des Films

Der Schrei der Seide war das Langfilmregiedebüt von Yvon Marciano, der zuvor mehrere Kurzfilme veröffentlicht hatte. Marciano hatte das Szenario zum Film bereits Anfang der 1990er-Jahre fertiggestellt; mehrfach wurde es mit Drehbuchpreisen ausgezeichnet. Der Schrei der Seide war eine von 25 europäischen Koproduktionen, die 1994 von Eurimages, dem Filmfonds des Europarats, finanziell unterstützt wurden.
Der Film basiert lose auf Leben und Werk des Psychiaters Gaëtan Gatian de Clérambault. Die Dreharbeiten fanden unter anderem im Hôtel des Italiens, dem Hauptsitz der Crédit Lyonnais, statt. Weitere Drehorte waren das Fort de Domont im Département Val-d’Oise, die Cité Internationale Universitaire de Paris sowie Coulommiers. Die Kostüme schuf Claire Risterucci, die Filmbauten stammen von Katia Wyszkop.
Der Schrei der Seide wurde im Mai 1996 im Rahmen der Quinzaine des réalisateurs der Internationalen Filmfestspiele von Cannes uraufgeführt. Mitte Juni 1996 wurde er im Rahmen der Französischen Filmtage in Tübingen erstmals in Deutschland gezeigt. Der Film kam am 28. August 1996 in die französischen Kinos und war ab 19. Februar 1998 auch in den deutschen Kinos zu sehen. ARTE zeigte den Film am 26. Oktober 1998 erstmals im deutschen Fernsehen. Der Schrei der Seide erschien am 5. Oktober 1998 auf Video und wurde am 27. November 2000 auch auf DVD veröffentlicht.

## Synchronisation
| Rolle   | Darsteller         | Synchronsprecher  |
| ------- | ------------------ | ----------------- |
| Marie   | Marie Trintignant  | Marion Martienzen |
| Gabriel | Sergio Castellitto | Michael Lott      |
| Cécile  | Anémone            | Evelyn Maron      |

## Auszeichnungen
Für das Drehbuch wurde Yvon Marciano bereits 1991 mit dem Grand prix du meilleur scénariste ausgezeichnet. Im Jahr 1993 erhielt er den Prix à la Création de la Fondation Gan sowie im Januar 1994 im Rahmen des Festivals Premier plans in Angers den Publikumspreis für das beste Langfilmszenario. In Angers wurde das Szenario im Rahmen der Lectures de scenario von André Dussollier vorgelesen, das Preisgeld betrug 25.000 Francs. Marie Trintignant erhielt für ihre Darstellung der Marie Benjamin 1997 eine César-Nominierung in der Kategorie Beste Hauptdarstellerin.